# Pszammetikszeneb

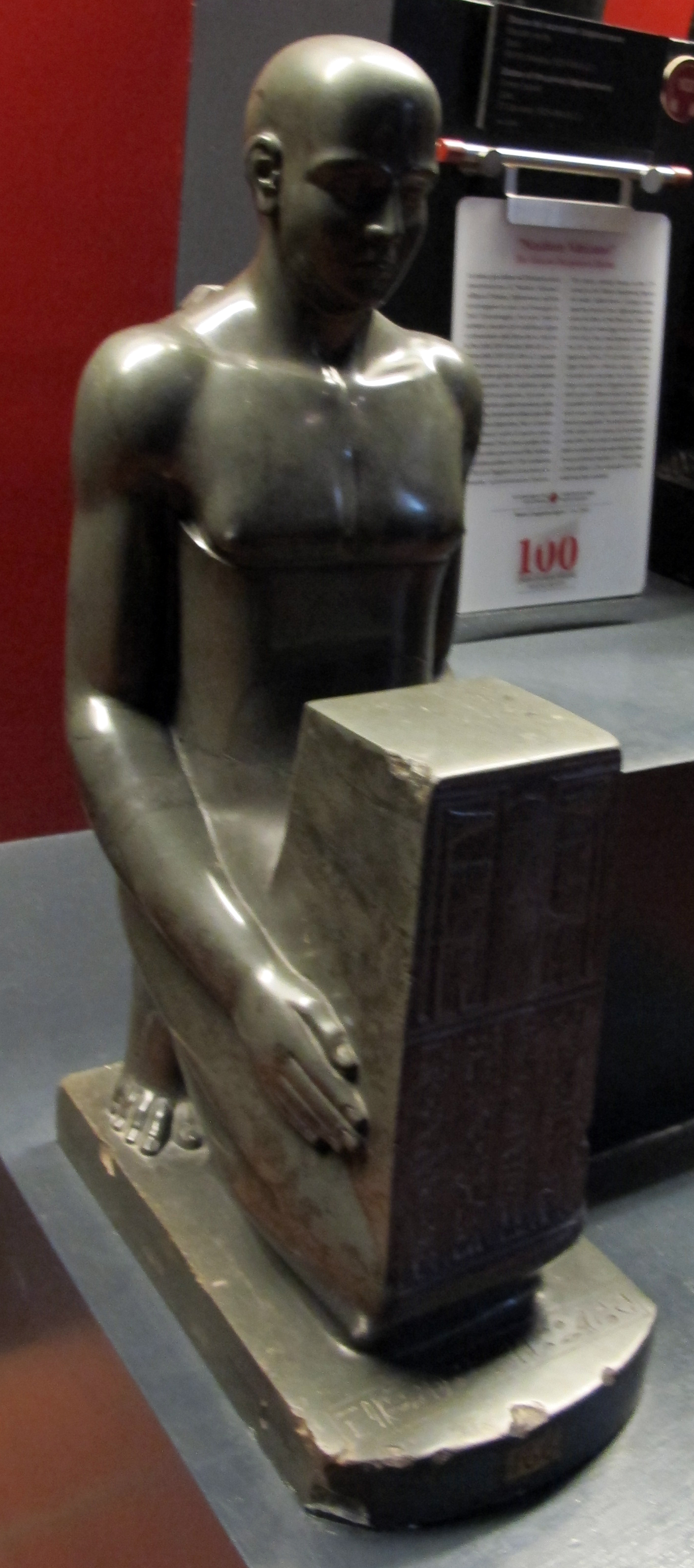
Pszammetikszeneb szobra, Musei Vaticani, inv. 22687; a fej későbbi hozzátoldás.

Pszammetikszeneb (a név jelentése: „Pszammetik egészséges”) ókori egyiptomi orvos és hivatalnok a XXVI. dinasztia idején, talán II. Pszammetik uralkodása alatt.

## Élete
Jelentős hivatalnokcsaládból származott: fivére Nekau, Neith házainak vezetője (ḫrp ḥwwt nit), másik fivére Tefnaht, szintén „a házak vezetője”. Pszammetikszeneb főorvos, fő fogorvos 
(wr ἰbḥ) és egyben admirális (ḫrp qqwt – „a szállító/hadihajók vezetője”) volt. Számos fontos címet visel, különösen a Vatikáni Múzeumban őrzött szobrán: egyetlen barát, a legelső trónok vezetője, a fáraó fő fogorvosa, skorpióbűvölő, Szelket fia (Szelket az egyiptomi skorpióistennő). Szarkofágján csak ez a két utóbbi címe szerepel.
Sírját Héliopoliszban fedezték fel 1931-32-ben. A sírból került elő Pszammetikszeneb szarkofágja. Fennmaradtak usébtik, melyek talán az övéi voltak.

## Fordítás
- Ez a szócikk részben vagy egészben  a   Psamtikseneb című angol Wikipédia-szócikk ezen változatának fordításán alapul.  Az eredeti cikk szerkesztőit annak laptörténete sorolja fel. Ez a jelzés csupán a megfogalmazás eredetét és a szerzői jogokat jelzi, nem szolgál a cikkben szereplő információk forrásmegjelöléseként.